# Бисус
Бисус је фина и сјајна древна тканина коју су називали и морска свила, јер су се влакна, од којих је ткана, добијали од филамента морских шкољки.

## Карактеристике тканине
Тканина је изузетне финоће, златне боје и сјаја. Веома је јака али у исто време транспарентна, мења боју у зависности од угла гледања, њен сјај даје утисак сличан холограму. Није растворљива у води и отпорна је на слабе киселине, базе и алкохол. Не може се цртати по њој јер не задржава пигменте. Изложена високим температурама топи се слично као људска коса.

## Етимологија
Према Оксфордовом речнику, реч потиче од старе хебрејске речи būts или butz (בוץ) која означава бело влакно или тканину, што је сродно арамејском bus и арапском bāḍ и има слично значење (означава бело). Ова реч је преузета у латинском као byssus и у грчком (βύσσος) у значењу „жућкасти лан“, а односила се и на влакно добијено од лана, али су касније писци ову реч користили за памук, као и свилу, сматрану неком врстом памука.

## Биологија
У биологији бисус је супстанца коју стварају шкољке лат. Pinna nobilis, лат. Mytilidae фамилија и од слатководних лат. Dreissenidae а која се стврдњава у додиру са водом стварајући влакна. Ову супстанцу лучи жлезда на стопалу, а њена улога је да причвршћује животињу за подлогу.

## Занимљивости
У Италијанској цркви Manoppello, налази се „Вероника“, тканинана, на којој је лик Исуса.